# Krister Nilsson (ämbetsman)
Krister Nilsson, född 1967, är en svensk ämbetsman och politiker (socialdemokrat).
Nilsson var politiskt sakkunnig vid Europaparlamentet 1996–1998 och på Miljödepartementet 1998–2002. Han var statssekreterare på Miljödepartementet hos miljöminister Lena Sommestad 2002–2006. Han tjänstgjorde på kommunikationsbyrån Prime 2008–2018, från 2009 som partner och seniorkonsult och sista året som vice VD. Åren 2019 till 2022 var han statssekreterare på Utrikesdepartementet hos Anna Hallberg och ansvarade för utrikeshandel och nordiska frågor.